# Lavička Václava Havla ve Zlíně
Lavička Václava Havla ve Zlíně je exteriérová socha, posezení či památník v Gahurově prospektu na náměstí T. G. Masaryka ve Zlíně (Zlínský kraj pohoří Vizovická vrchovina). Je to jedna z mnoha typů Laviček Václava Havla - vzpomínkovéch míst instalovaných po celém světě na počest známého českého disidenta, umělce a prezidenta Václava Havla (1936 – 2011). Autorem díla je český architekt, výtvarník a designer Bořek Šípek (1949 – 2016). Dílo tvoří kombinace umělecky ztvárněného nábytku a lípy. 

## Historie a popis díla
Lavička je umístěna v dolní severozápadní části svahů Gahurova prospektu a to poblíž budovy Obchodní akademie Tomáše Bati a Vyšší odborné školy ekonomické Zlín. Tvoří ji dvě ocelovo-dřevěná křesla a ocelo-dřevěný stůl v jehož středovém otvoru prorůstá český národní strom, kterým je lípa. Křesla mají na opěrách pro záda připevněná červená skleněná srdíčka a zelené skleněné kapky nebo šneky. Každé křeslo má jen opěru pro ruku (područku), aby osoby v dialogu dělil pouze stůl a byly odstraněny všechny překážky dialogu. Stůl je kulatý a jeho středem prorůstá lípa, národní strom České republiky. Na lubu stolu je napsán anglický citát Václava Havla „Pravda a láska musí zvítězit nad lží a nenávistí“. Celé dílo je umístěné na kamenném chodníku poblíž stromů. Bořek Šípek instalace svých soch nazývá „Hovoří demokracie“. Dílo má jednoduchý a zajímavý design, který dobře ladí s architektonickým stylem funkcionalismu celého Gahurova prospektu a symbolizuje demokratickou otevřenost k dialogu ve který věřil Václav Havel. Umístění ve Zlíně bylo zvoleno protože Václav Havel zde v dětství občasně přebýval ve Vavrečkově vile u svého dědy z matčiny strany, kterým byl Hugo Vavrečka - prvorepublikový diplomat, spisovatel a spolupracovník známého podnikatele Jana Antonína Bati. Posezení na lavičce nabízí pohled na rušný střed města Zlín. Lavička Václava Havla ve Zlíně byla vytvořena v rámci Iniciativy pro instalaci lavičky Václava Havla ve Zlíně pomocí veřejné sbírky a byla slavnostně odhalena 14. listopadu 2019 za účasti několika domácích a zahraničních osobností. Na stromech poblíž lavičky jsou umístěny plakáty s citáty a fotografiemi Václava Havla..

## Další informace
Podobné lavičky jsou umístěny i na jiných místech doma a v zahraničí. Místo je celoročně volně přístupné.

## Galerie

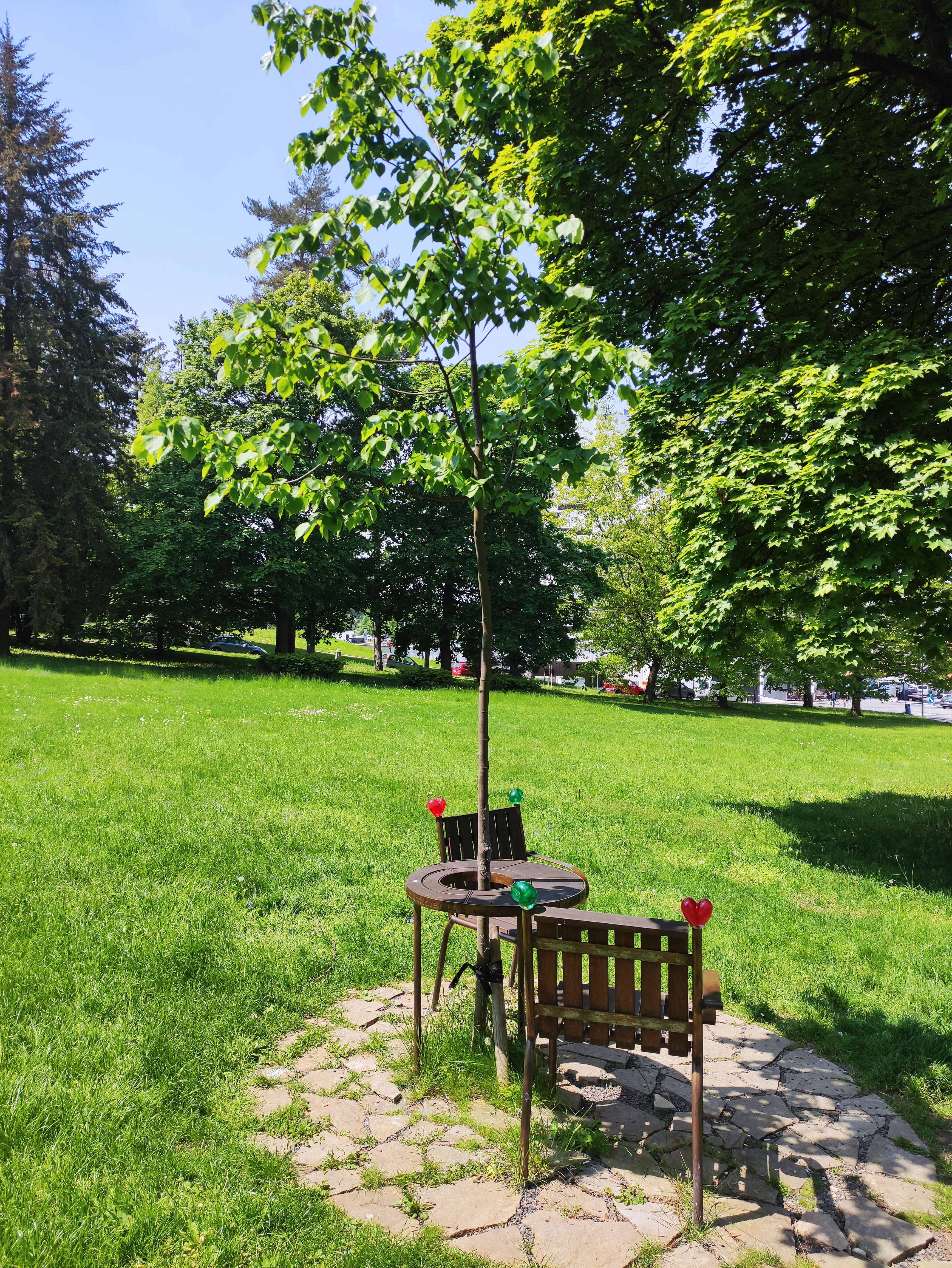
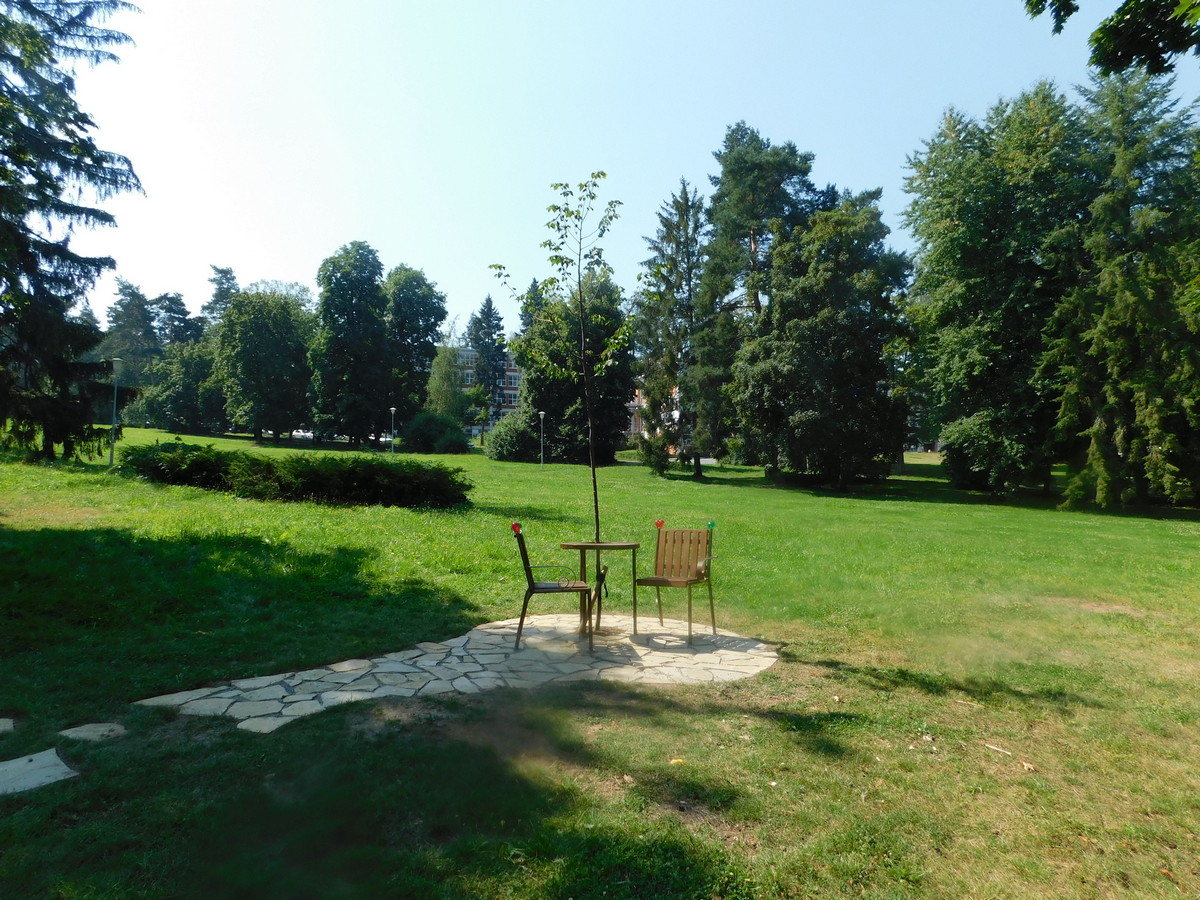
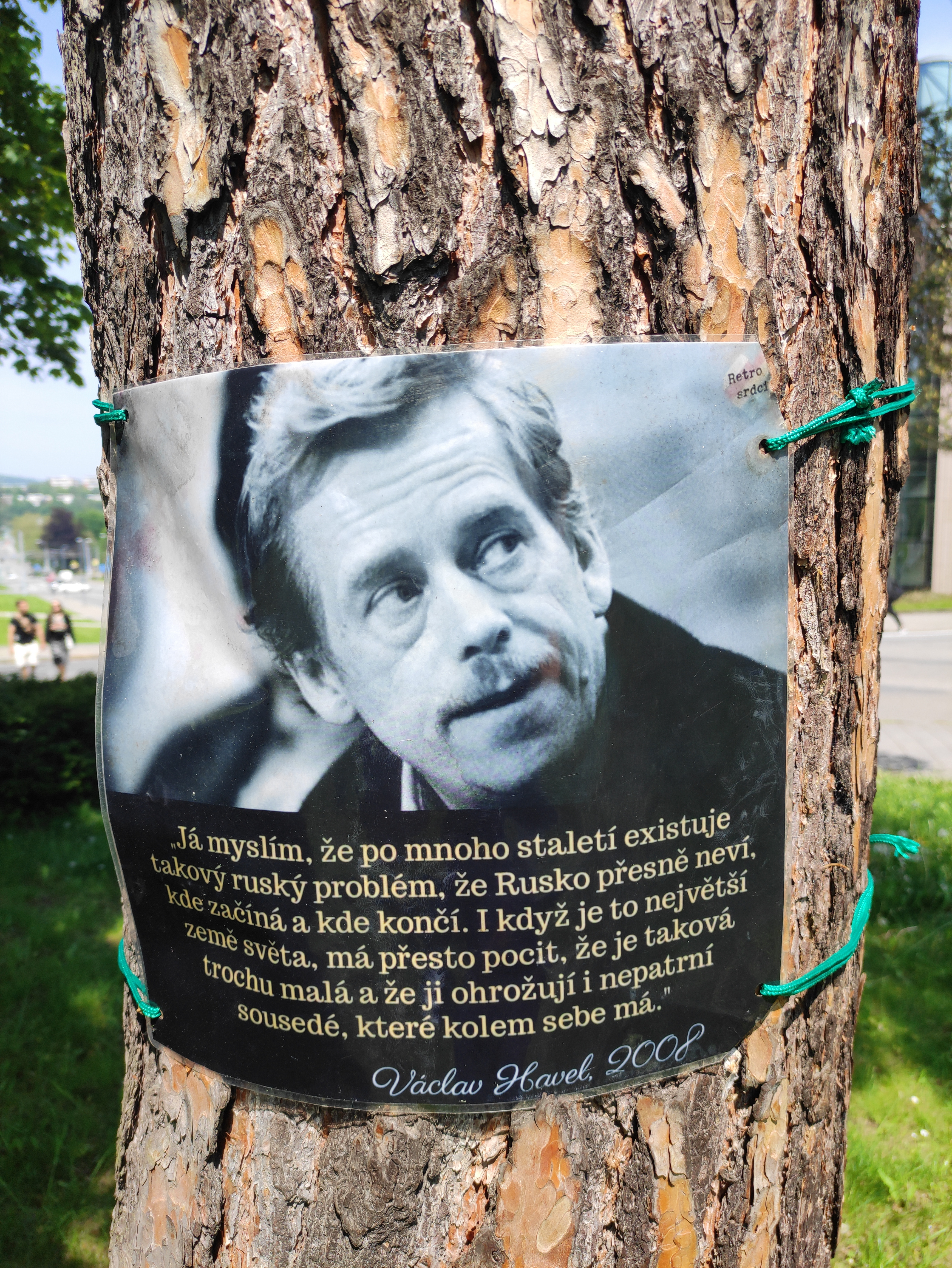
Informace na okolních stromech
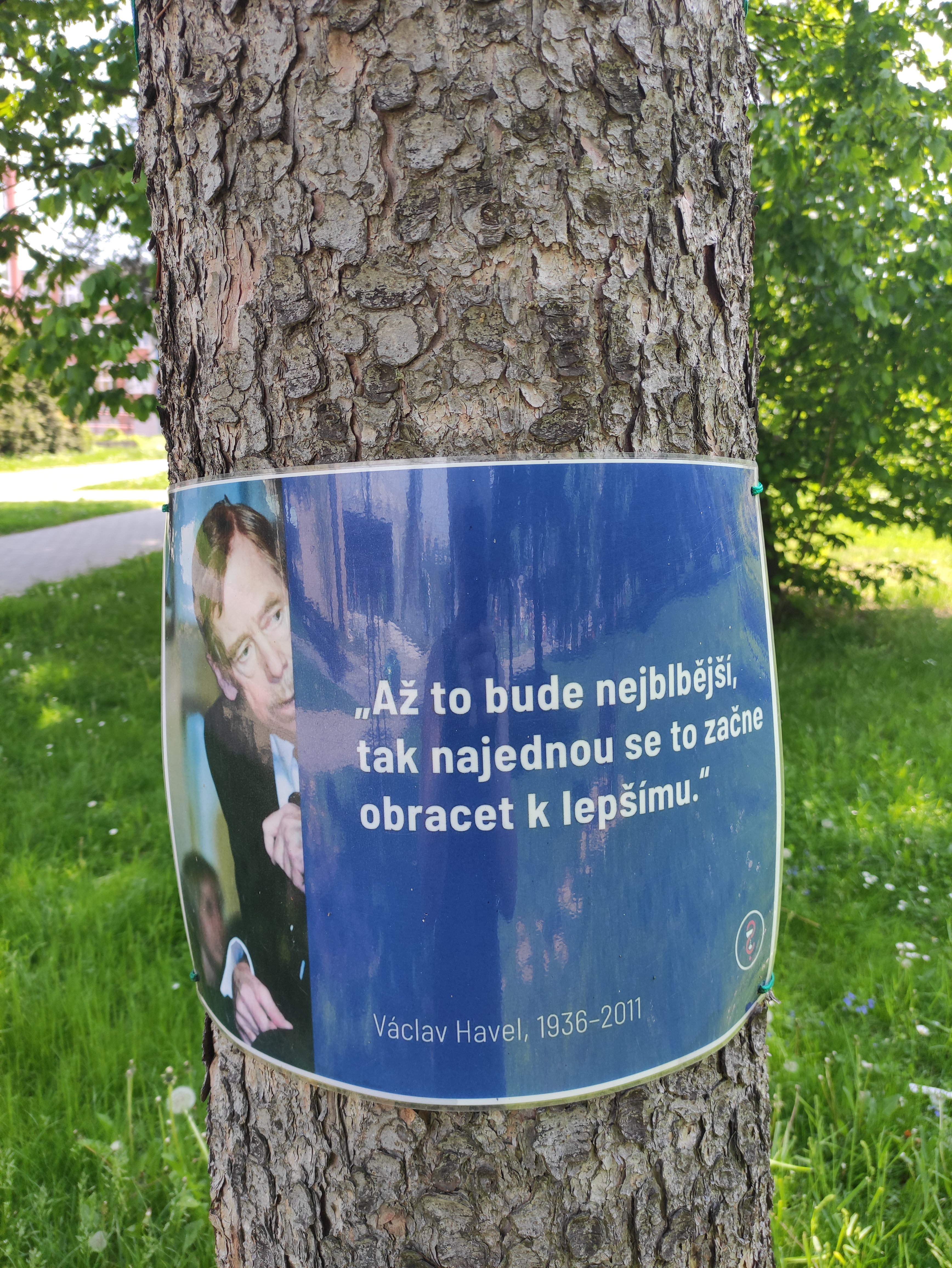
Informace na okolních stromech